# Bataille de Gondelour (1783)
Pour les articles homonymes, voir Bataille de Gondelour.
Guerre franco-anglaise (1778-1783)
Batailles
La troisième bataille de Gondelour a eu lieu le 20 juin 1783 entre les marines française et britannique pendant la guerre d'indépendance des États-Unis près de Gondelour au large de la côte Carnatique au sud de l'Inde.

## Situation
Gondelour, aussi connu sous le nom de Cuddalore, est un port indien situé à environ 180 km au sud de Madras (actuellement Chennai), soit 20 km au sud de Pondichéry (Pondicherry). La ville est l'ancienne capitale des comptoirs français de l'Inde, sur la côte de Coromandel. Le nom de « Gondelour », consacré par les historiens français du XIXe siècle, est dû à une ambiguïté d'écriture du XVIIIe siècle.

## Une situation française désespérée
Les survivants des différentes batailles navales gagnées par le bailli de Suffren reviennent à Gondelour, souvent blessés.
Le vieux major commandant de la place, Louis Victor Villon, marquis de Fécamp, est inquiet. La mort du nabab est une catastrophe pour les Français. Ils sont à peine 800 survivants de la force armée débarquée à Porto Novo et ne pourraient repousser les Britanniques alliés aux Indiens.
Le retour de Suffren, le 6 février 1783, le rassure. L'amiral s'empresse de négocier avec le nabab Tipû Sâhib, fils du prince précédent. Les Britanniques se font menaçants sur terre. Après avoir pris Mangalore, le général James Stuart et les renforts partis de Madras convergent vers Gondelour.

## Arrivée des renforts
Les Français voient leur situation s'améliorer lorsque Charles Joseph Patissier de Bussy-Castelnau arrive le 16 mars 1783 à Gondelour avec 2 227 hommes, et 5 millions de fonds. Ses troupes prennent garnison dans le fort. Les survivants de la 3e légion de volontaires étrangers de la marine et du régiment d'Austrasie, les volontaires de l'île Bourbon et le régiment de Pondichéry constituent une force de 3 000 Européens et 2 200 cipayes à la disposition de Bussy-Castelnau, mais 700 hommes et officiers sont malades.
Comme Bussy-Castelnau ne reçoit pas de bœufs d'attelage pour son artillerie, les arrivants sont condamnés à une immobilité relative. C'est la seule artillerie de la troisième légion de volontaires étrangers de la Marine, commandée par le capitaine Benoît de Rambaud et celle du régiment d'Austrasie qui vont participer aux escarmouches et essayer de ralentir l'avance du corps d'armée britannique. Cette armée britannique du général Stuart compte 3 800 Européens, parfaitement adaptés au climat, 13 000 cipayes, et 1 800 cavaliers noirs.
Malgré les combats d'arrière-garde des volontaires, James Stuart engage le combat contre une partie de l'armée française dès le 12 juin 1783. Le lendemain, une partie des Britanniques tourne les positions françaises et affronte les unités du régiment d'Austrasie qui se dégagent à la baïonnette. Le général Bussy-Castelnau croit à une diversion et ne soutient pas les volontaires de l'île Bourbon qui se surpassent et contiennent l'ennemi.

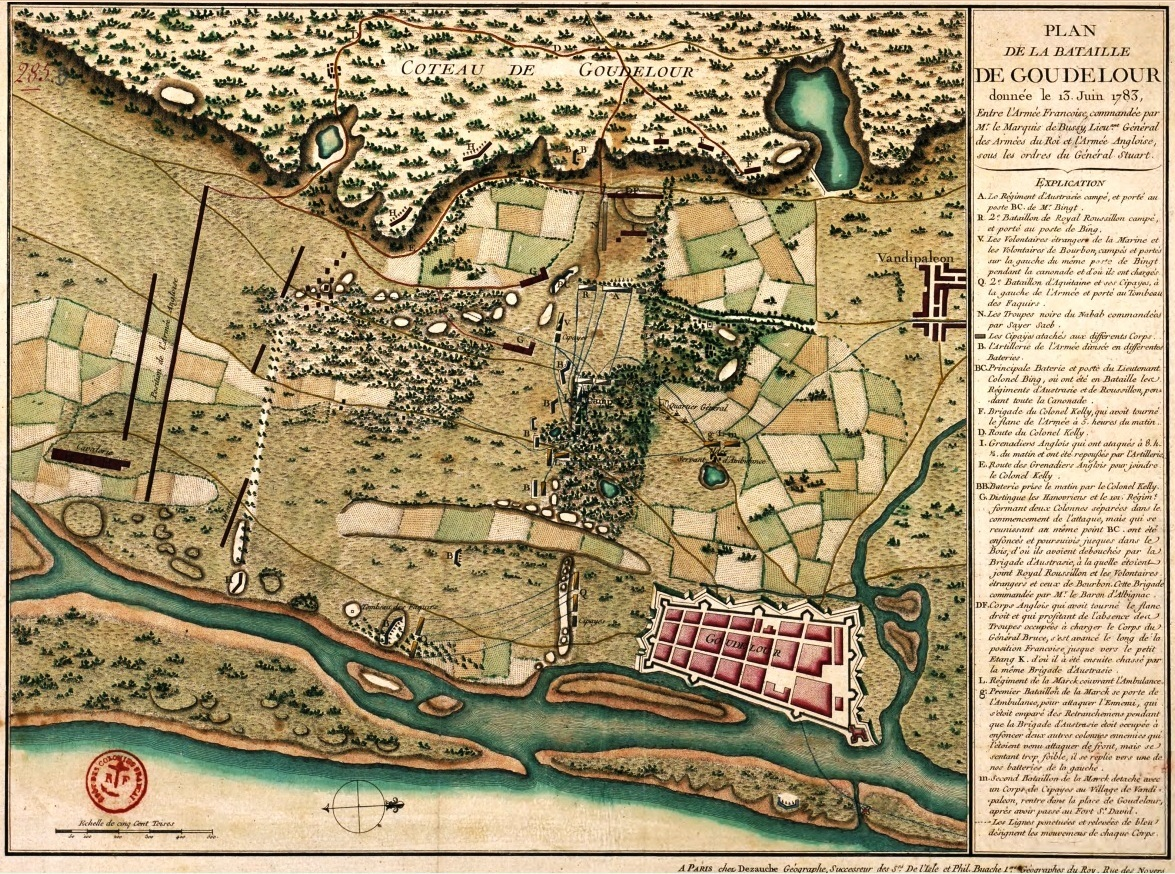
Carte de la bataille terrestre de Gondelour, le 13 juin 1783. (Archives de l'outre-mer)

Âgé et malade, Bussy-Castelnau se fait porter en litière. Atteint de la goutte, affaibli par les suites de l'épidémie qui l'avait atteint à l'île de France (l'actuelle île Maurice), ce n'est plus l'infatigable compagnon de Joseph François Dupleix (1697-1763), gouverneur général des comptoirs français en Inde. Il ne lui reste guère que son courage. Sa garnison est abondamment pourvue de vivres sur ordre du nabab. Mais si les Français restent maîtres du terrain, le lendemain les Indiens qui « faisaient la droite du camp, ayant mal soutenu l'effort des Britanniques »[réf. nécessaire] se débandent et entraînent avec eux le reste des cipayes ; en sorte que les Français, malgré les pertes qu'ils infligent aux Britanniques dans cette journée, sont contraints d'abandonner les ouvrages extérieurs.
Toutefois, les artilleurs réussissent à convaincre les Indiens de continuer à se battre. D’ailleurs, si les Britanniques ne conquièrent pas la place forte, c'est du fait d'un déluge de feu. Aux tirs de mortiers et de canons, les artilleurs ajoutent une pluie de fusées indiennes qui anéantissent les troupes ennemies.

## Les flottes en présence

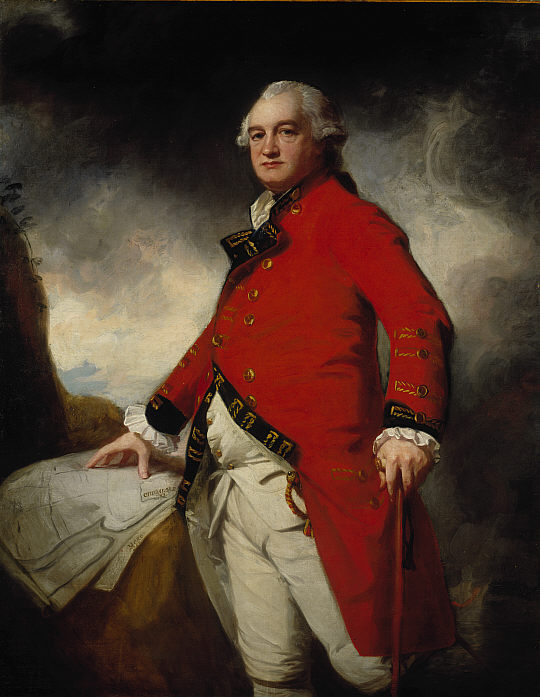
Le général Stuart dirige le siège de Gondelour avec une forte armée.

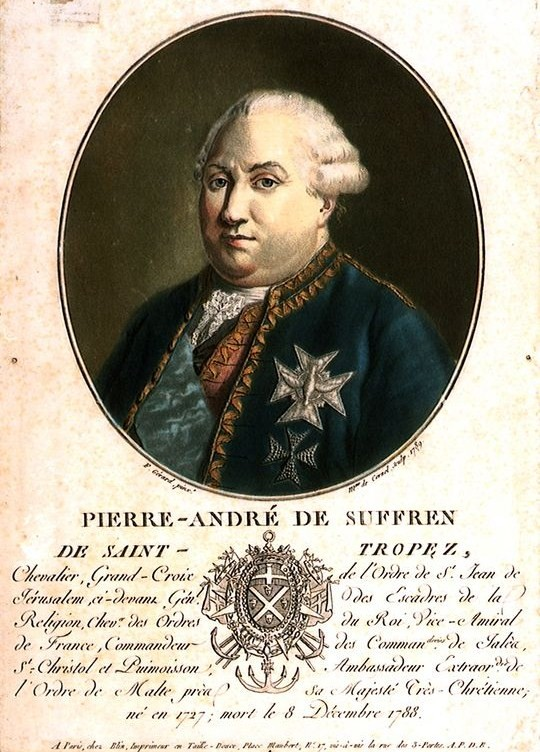
Suffren vient secourir avec son escadre la petite troupe de Bussy enfermée dans Gondelour. Musée de la Marine, Toulon

Le 20 juin 1783, Edward Hugues et son escadre est devant la côte, et sa flotte est nettement supérieure en puissance de feu, en nombre de vaisseaux, de troupes embarquées et matelots à celle de Suffren.
| - Annibal, 74 canons - navire-amiral - Héros, 74 canons - Argonaute, 74 canons - Fendant, 74 canons - Illustre, 74 canons - Artésien, 64 canons - Ajax, 64 canons - Brillant, 64 canons - Hardi, 64 canons - Sévère, 64 canons - Sphinx, 64 canons - Vengeur, 64 canons - Saint Michel, 60 canons - Flamand, 54 canons commandé par Éléonor Jacques de Perier de Salvert - Petit Annibal, 50 canons Soit 15 navires et 978 canons |  | - Gibraltar, 80 canons - Superb, 74 canons - Cumberland, 74 canons - Defence, 74 canons - Hero, 74 canons - Sultan, 74 canons - Burford, 70 canons - Monarca, 70 canons - Africa, 64 canons - Eagle, 64 canons - Exeter, 64 canons - Inflexible, 64 canons - Magnanime, 64 canons - Monmouth, 64 canons - Sceptre, 64 canons - Worcester, 64 canons - Bristol, 50 canons - Isis, 50 canons Soit 18 navires et 1 202 canons |

## La bataille navale

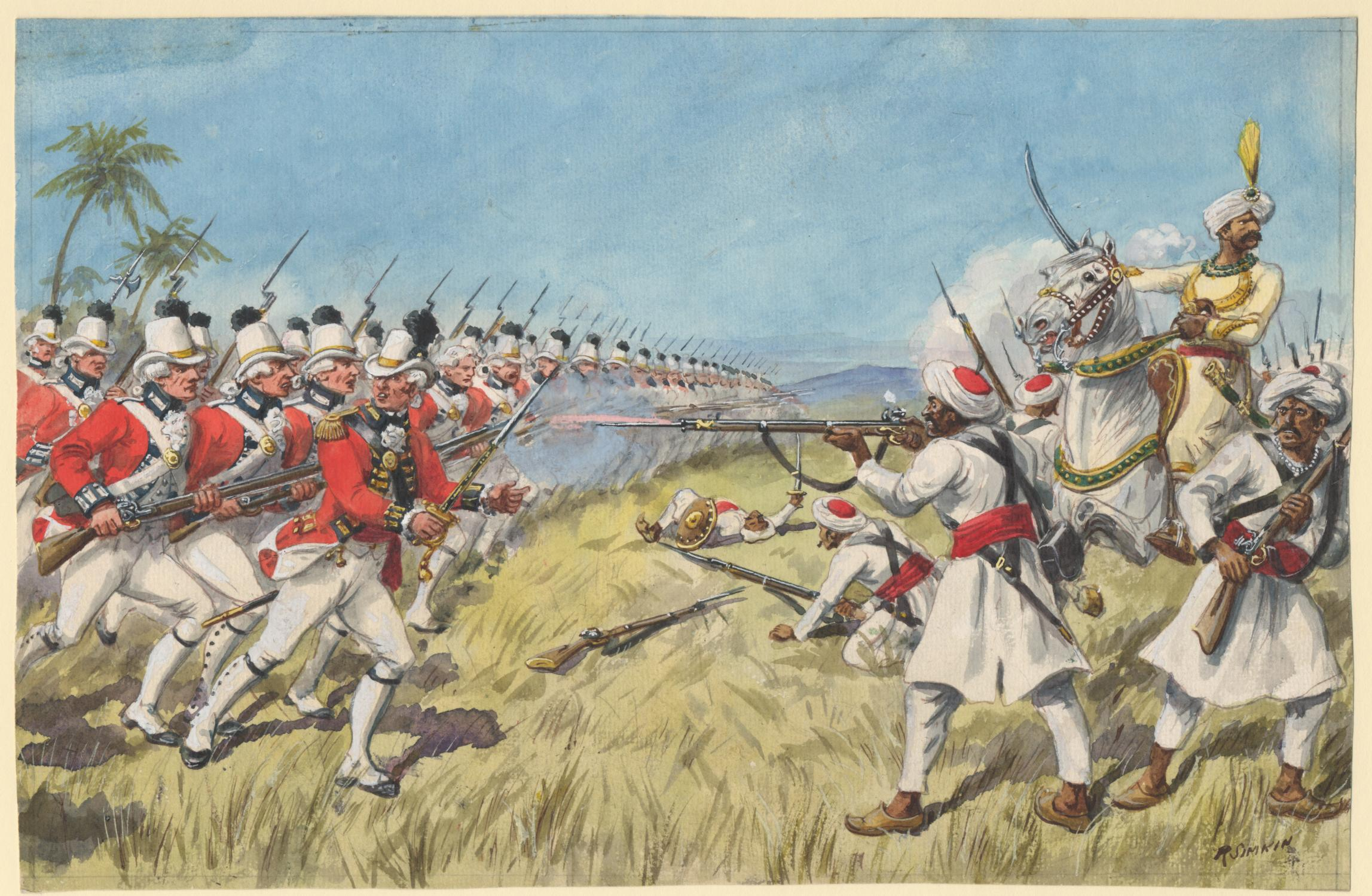
Un engagement lors du siège de Gondelour. L'armée de Stuart est tenue en échec devant la place, et la victoire navale de Suffren lui ôte tout espoir de s'en emparer. (Peinture anglaise, fin XIXe siècle)

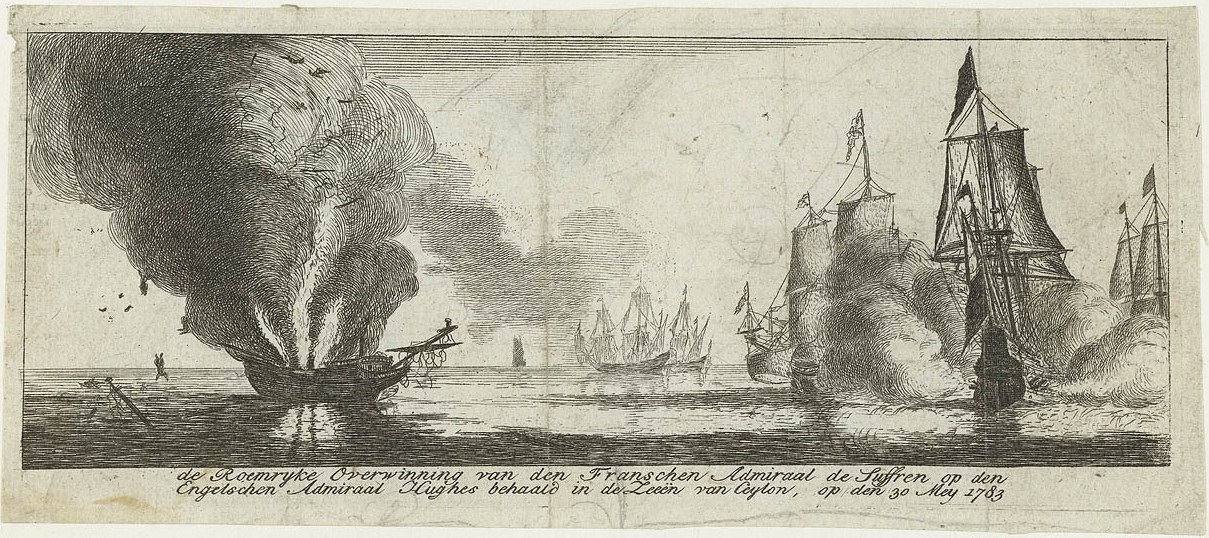
Une vue imaginaire de la bataille de Gondelour à la gloire de Suffren. Gravure hollandaise reprenant des modèles de vaisseaux du XVIIe siècle. Aucun navire n'a non plus été détruit par explosion pendant cette campagne.

Cette flotte britannique apporte du ravitaillement, de l'artillerie de siège et est prête à écraser, sous le feu de son artillerie, le fort de Gondelour.
Suffren, qui était reparti à Trinquemalay, revient d'urgence pour tenter de sauver la ville. Il monte 1 200 hommes tirés de la garnison sur ses quinze vaisseaux, et cherche dès lors l'occasion d'écarter les dix-huit vaisseaux de l'amiral britannique Edward Hughes. Malgré le délabrement avancé de sa flotte, Suffren repousse à nouveau Hugues, dans ce qui peut être considéré comme son plus beau combat. Débarquant des renforts, il sauve alors Bussy-Castelnau. En effet, Stuart, privé du ravitaillement que devait lui apporter Hughes, n'est plus guère entreprenant. L'amiral britannique revient au large de Gondelour, mais n'ose plus attaquer. Il aurait dû le faire quand les troupes françaises étaient parties se battre à terre contre Stuart[réf. nécessaire].

## Victoire terrestre française
Le bailli de Suffren remet à terre les 1 200 hommes qui lui avaient été prêtés. Il y ajoute encore 1 200 soldats de marine. Suffren et les officiers demandent alors à Bussy-Castelnau d'écraser les forces ennemies et Suffren propose au général de diriger lui-même l'attaque. Mais Bussy-Castelnau est un vieil homme qui, par sa jalousie envers le marin, va faire que cette affaire ne se termine pas par un écrasement des forces anglaises.
Les Britanniques commencent à perdre tout espoir de conquérir Gondelour. Ils sont attaqués sur leurs arrières par les Indiens. « Malgré l'habileté et le courage du général Stuart chargé de conduire les opérations de siège, la place, vaillamment défendue par le marquis de Bussy-Castelnau, résiste jusqu'au bout ».
Le 29 juin 1783, la frégate parlementaire Médée apporte la nouvelle de la paix, entre la France et la Grande-Bretagne, dont les préliminaires ont été signés à Versailles le 20 janvier 1783. La suspension d'armes est immédiate.

## Sources et bibliographie
- Charles Cunat, Histoire du bailli de Suffren, [lire en ligne]
- Roger Glachant, Suffren et le temps de Vergennes, éditions France-Empire, 1976
- Rémi Monaque, Une histoire de la marine de guerre française, Paris, éditions Perrin, 2016, 526 p. (ISBN 978-2-262-03715-4)
- Claude des Presles, Suffren dans l'océan indien (1781-1783), Economica, 1999
- Charles-Armand Klein, Mais qui est le bailli de Suffren Saint-Tropez ? - Mémoires du Sud - Éditions Équinoxe, 2000.
- Joseph Siméon Roux, Le Bailli de Suffren dans l'Inde, [lire en ligne]
- Pierre André de Suffren, Journal de bord du bailli de Suffren dans l'Inde (1781-1784), avec une préface par le vice-amiral Edmond Jurien de La Gravière, Henri Moris, Paris : Challamel, 1888
- Raymond d'Unienville, Hier Suffren, Mauritius Printing 1972
- Georges Lacour-Gayet, La marine militaire de France sous le règne de Louis XVI, Paris, éditions Honoré Champion, 1905 (lire en ligne)